# Ängsholmen (Lidingö)

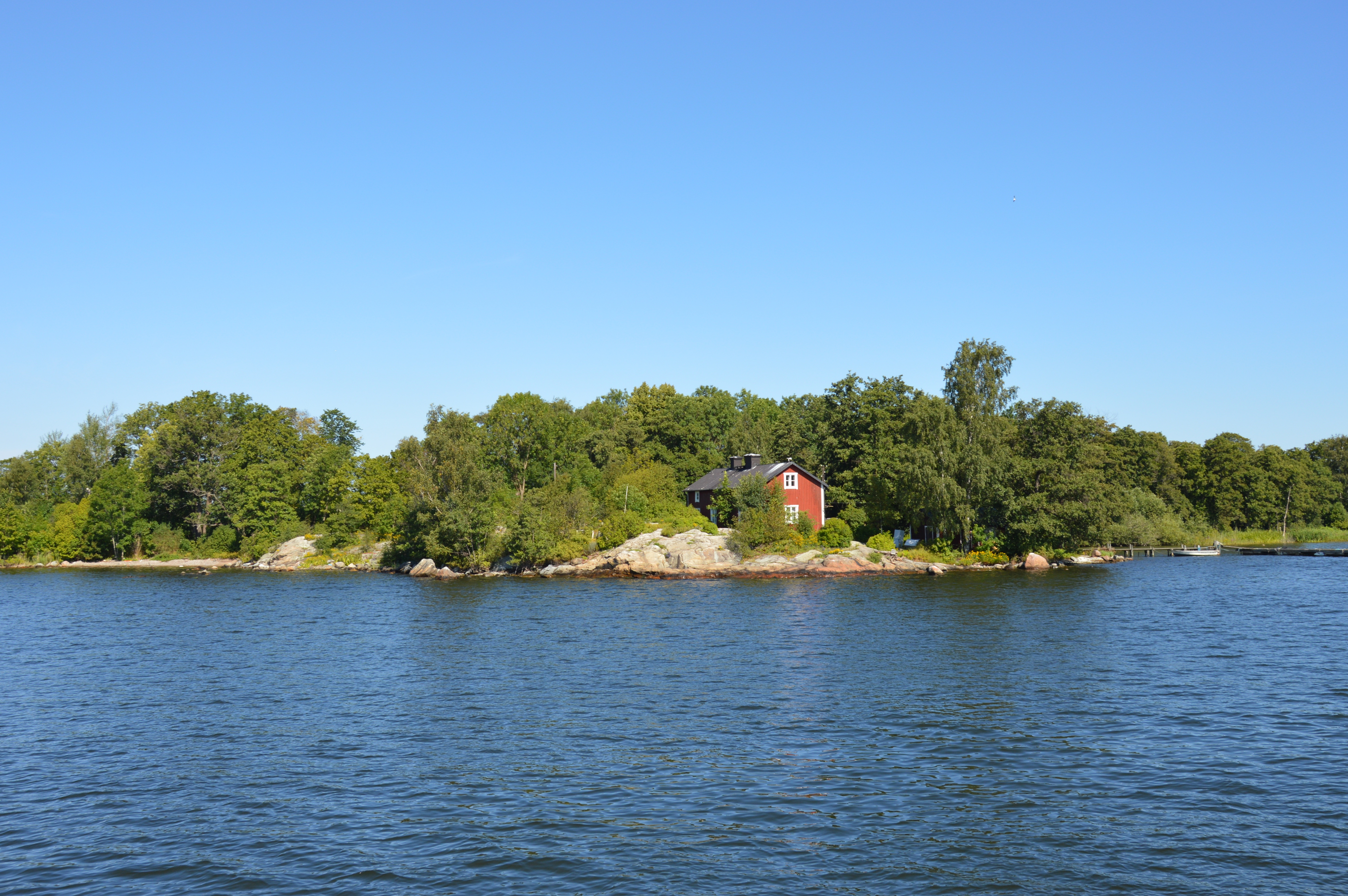
Ängsholmen, Blick auf das Südufer

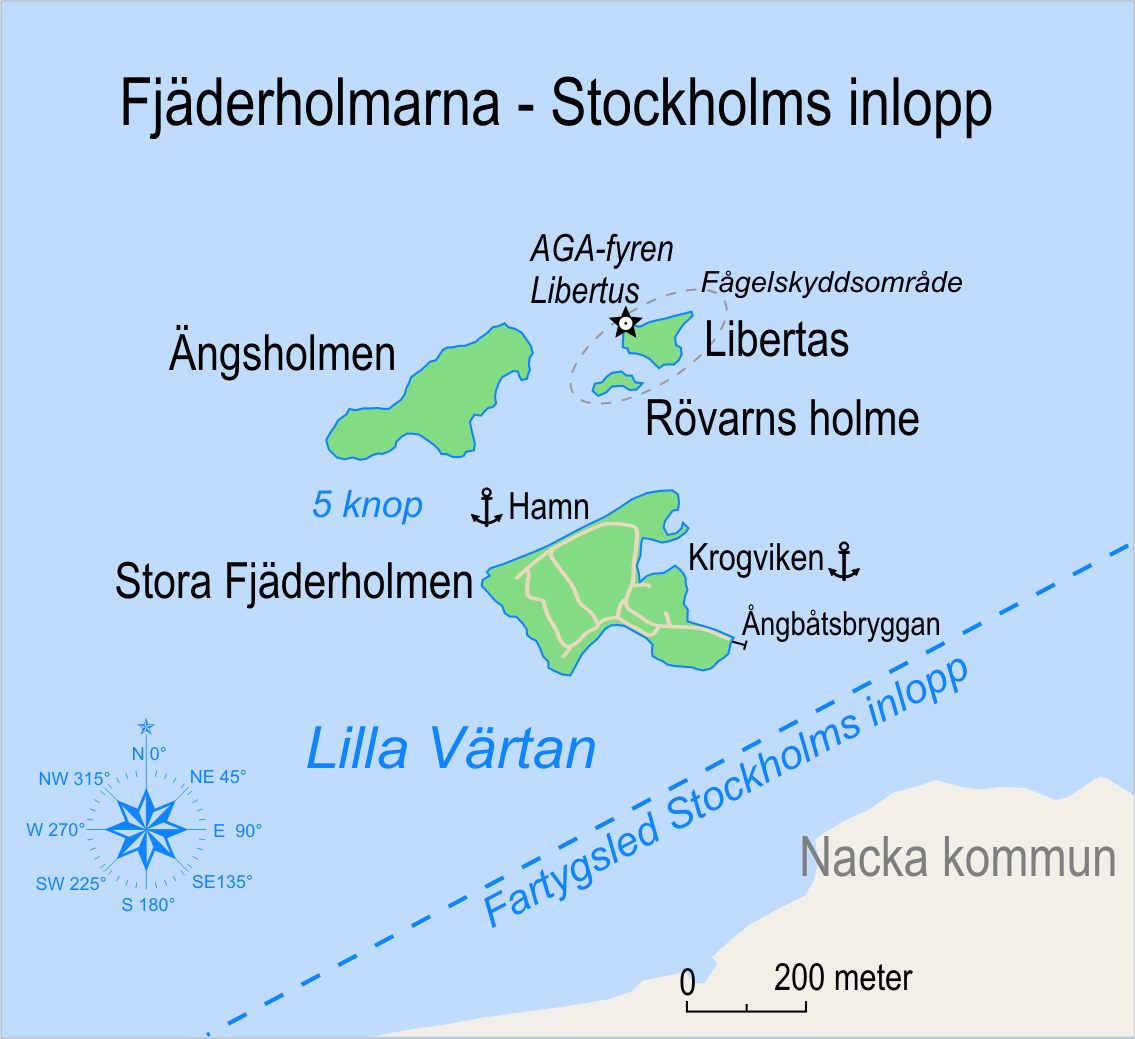
Lage Ängsholmens innerhalb der Inselgruppe Fjäderholmarna

Ängsholmen ist eine zu Schweden gehörende Insel im Stockholmer Schärengarten.

## Lage
Sie ist die zweitgrößte Insel der Inselgruppe Fjäderholmarna und gehört zur Gemeinde Lidingö. Ängsholmen erstreckt sich von Südwesten nach Nordosten über 380 Meter bei einer maximalen Breite von etwa 150 Metern. Die Insel ist bewaldet und mit mehreren Gebäuden bebaut.

## Geschichte
Noch bis Anfang des 20. Jahrhunderts bestand Ängsholmen aus zwei Inseln. Die Östliche hieß Lillholmen bzw. Irland. Die westliche Insel wurde als Storholmen bzw. Skottland (deutsch: Schottland) bezeichnet. Im Zuge der Landhebung sind heute jedoch beide Inseln zu einer zusammengewachsen.
Im 19. Jahrhundert soll ein russisches Schiff, auf dem Cholera ausgebrochen war, im Bereich der Insel in Quarantäne gelegen haben. Auf der Insel wurden einige Verstorbene beigesetzt. Die genaue Lage der Gräber ist jedoch unbekannt. 1849 erwarb die Stadt Stockholm die Inselgruppe und damit auch den Bereich des heutigen Ängsholmen. Das Gebiet von Ängsholmen wurde zur Beseitigung von Abwässern genutzt. Dies führte zu erheblichen Geruchsbelästigungen in der Umgebung der Insel. Ende der 1880er-Jahre wurde die Abwasserbeseitigung wieder eingestellt. Vom Ende 1880er-Jahre bis 1917 bestand auf der Insel eine Quarantänestation.
Von 1918 bis 1976 gehörte Ängsholmen zu einem militärischen Sperrgebiet. Ab 1982 unterstand die Insel der Königlichen Djurgården Verwaltung (Kungliga Djurgårdens Förvaltning). Seit 1995 ist die Insel Teil des Königlichen Nationalstadtparks.

## Kulturdenkmale
Unmittelbar östlich der Insel liegt in einer Tiefe von bis zu drei Metern ein 28 Meter langes und 8 Meter breites Wrack eines gesunkenen Schiffes. Nördlich der Insel liegt ein weiteres Schiffswrack mit einer Länge von 15 Metern und einer Breite von 5,5 Metern in einer Tiefe von 16,5 Metern. Beide Wracks liegen unterhalb der Wasserlinie.